# 傅应川
傅應川（1943年2月9日—），中華民國陸軍中將，浙江象山人，國際關係學家、軍事史學家、評論家。

## 生平
傅應川生於浙江省寧波市象山縣，定居臺灣桃園市。陸軍軍官學校第33期畢業生。歷任排長、連長、營長、炮兵師指揮官、國防部參謀本部計畫參謀次長室助理次長、少將。後任國防部史政編譯局局長。1994年1月晉升陸軍中將。
現任中華戰略學會常務理事、中華軍史學會副理事長，從事軍事評論、軍史及戰略研究工作，對中國近代軍事史、儒家文化頗有研究。其著作常見於軍事專業雜誌及軍事史論文，重要論著有：《以色列對黎南作戰之研究》、《陸軍反登陸作戰的戰史觀察》、《中日甲午戰爭陸戰形態的比較研究》、《德國駐華軍事顧問團對我國抗日作戰影響之研究》、《抗戰時期國軍游擊戰配合正規戰之戰略涵義》、《論持久抗戰—蔣委員長的戰爭指導》、《中華民國建國以來的國防軍事發展》等。戰略研究注重海權，認為現在西太平洋周邊形勢嚴峻，臺灣應避免軍事爭端。認為厘清近代中國史實有助提升海峽兩岸關係，最重要的史料解密是《蔣介石日記》的公開，並引用在近期有關抗日戰史的論述中，有助於對抗戰真相釐清。

## 主要观点
戰略研究注重海權。認為現在西太平洋周邊形勢嚴峻，台灣應避免軍事爭端。認為釐清近代中國史實有助提升海峽兩岸關係。

## 代表著作
- 《以色列对黎南作战之研究》
- 《陆军反登陆作战的战史观察》
- 《中日甲午战争陆战形态的比较研究》
- 《德国驻华军事顾问团对我国抗日作战影响之研究》
- 《抗战时期国军游击战配合正规战之战略涵义》
- 《論持久抗戰—蔣委員長的戰爭指導》發表於2005年，中國國民黨文傳會舉辦，抗戰勝利與臺灣光復六十週年紀念學術討論會
- 《中華民國建國以來的國防軍事發展》，編入《中華民國發展史（政治與法制上冊）》（政治大學出版民國100年〔2011〕）